# Джон Губолт
Джон Корнеліус Губолт (англ. John Cornelius Houbolt; 10 квітня 1919 — 15 квітня 2014) — один з керівників американської космічної програми «Apollo». 
На початку 1960-х років Джон Губолт на основі ідей українського вченого Юрія Кондратюка запропонував схему висадки астронавтів на Місяць зі стикуванням на селеноцентричній орбіті.
Про внесок Кондратюка у космічну галузь, Губолт так написав у журналі «Лайф»:

| Коли я на світанку у березні 1968 року із завмиранням серця стежив на мисі Кеннеді за стартом ракети, що несла корабель «Аполон» у напрямку Місяця, я думав у цей час про українця Юрія Кондратюка, який 50 років тому розробив ту саму трасу, по якій належало летіти нашим астронавтам: Боже мій!...[4][5] |

## З життєпису
Джон Губолт народився в Алтуна, штат Айова в 1919 році. Провів частину свого дитинства в штаті Іллінойс, вчився в Joliet Central High School і Joliet Junior College. Він навчався у Університеті штату Іллінойс в Урбана-Шампейн, здобув ступінь бакалавра (1940) і (1942) ступінь магістра в галузі цивільного будівництва. Пізніше він здобув ступінь доктора технічних наук в 1957 році.
Почав свою кар'єру в Національному консультативному комітеті з аеронавтики в 1942 році, і  до виходу на пенсію в 1985 році працював у НАСА.
Був інженером у Науково-дослідному центрі Ленглі у Гемптон, штат Вірджинія. 
Він був нагороджений медаллю НАСА за наукове досягнення в 1963 році, був членом Національної інженерної академії.  Він був удостоєний звання почесного доктора, нагороджений 15 травня 2005 року в університеті штату Іллінойс в Урбана-Шампейн. 
Смерть настала внаслідок ускладнень від хвороби Паркінсона.